# Hasan Çelik
Hasan Çelik (* 27. März 1968 in Istanbul) ist ein ehemaliger türkischer Fußballspieler und -trainer. Aufgrund seiner langjährigen Tätigkeit für Gaziantepspor wird er mit diesem Verein assoziiert. Mit 34 Toren für Denizlispor wurde er in der Zweitligasaison 1997/98 Torschützenkönig der TFF 1. Lig.

## Spielerkarriere

### Verein
Çelik startete seine Profifußballspielerkarriere im Sommer 1989 beim südtürkischen Zweitligisten Gaziantepspor. Ihm gelang hier auf Anhieb der Sprung in die Stammelf. Mit seinem Sturmpartner Oktay Çevik bildete er eines der torgefährlichsten Sturmduos der Liga und trug dazu bei, dass sein Verein am Saisonende Meister der 2. Lig wurde und nach achtjähriger Abwesenheit wieder in die höchste türkische Spielklasse aufstieg. In die 1. Lig aufgestiegen, etablierte Çelik sich zwei Spielzeiten lang als erfolgreichster Torschütze seiner Mannschaft. Ab der Saison 1992/93 bildete er mit den zur Mannschaft neu hinzugekommenen Elvir Bolić und Hasan Özer eines der gefährlichsten Sturmtrios der nächsten paar Jahre. In der Saison 1992/93 erlebte Çelik mit 15 Ligatoren seine erfolgreichste Erstligasaison. Die nachfolgende Saison startete er ähnlich erfolgreich und stieg zum Nationalspieler auf.
Nachdem Çelik zu einem der erfolgreichsten Stürmer der Liga avancierte und es auch in die Nationalmannschaft geschafft hatte, wurden mehrere größere Teams auf ihn aufmerksam. So wechselte Çelik im Sommer 1994/95 zum Ligakonkurrenten Bursaspor. Bei seinem neuen Verein startete er am ersten Spieltag mit einem Doppelpack gegen Petrol Ofisi SK in die Saison und wurde vom Trainer Nevzat Güzelırmak regelmäßig eingesetzt. Nachdem Güzelırmak bereits nach dem 3. Spielzeit durch Nejat Biyediç ersetzt wurde und dieser neue Trainer Çelik nicht durchgängig spielen ließ, wurde Çelik im Dezember 1994 an den Ligakonkurrenten Kayserispor, den neuen Verein seines alten Trainers Güzelırmak, ausgeliehen.
Zum Saisonende wechselte er wieder zu seinem alten Verein Gaziantepspor zurück. Hier wurde er vom Trainer Sakıp Özberk die ersten zwei Spieltage in der Startelf aufgestellt und spielte immer die volle Spiellänge. Da er die drei nachfolgenden Spieltage entweder immer ausgewechselt wurde bzw. auf der Ersatzbank saß und sein letzter Verein Kayserispor auf Drängen des Trainers Güzelırmak Interesse an ihm signalisierte, wechselte Çelik im September 1995 zu diesem Verein. Während des Saisonverlaufs wurde Güzelırmak durch Samet Aybaba ersetzt und verpasste zum Saisonende den Klassenerhalt. Çelik hielt seinem Verein Kayserispor die Treue und ging mit in die 2. Lig und startete hier auch in die neue Saison.
Nachdem Ende Oktober 1996 der Erstligist Denizlispor Interesse an Çelik bekundete, wechselte dieser zu Denizlispor. Auch mit diesem Verein misslang zum Saisonende der Klassenerhalt, sodass Çelik das zweite Jahr in Folge mit seiner aktuellen Mannschaft abstieg. Nach dem Abstieg blieb Çelik bei Denizlispor und wurde mit 34 Toren Torschützenkönig der 2. Lig der Zweitligasaison 1997/98. Sein Verein belegte punktgleich mit dem Tabellenzweiten Adanaspor den 3. Platz und verpasste so knapp den direkten Wiederaufstieg. Die Mannschaft nahm zwar anschließend an den Play-offs der 2. Lig teil, schied hier aber im Halbfinale aus und verpasste auch den indirekten Aufstieg.
Für die neue Saison wechselte er zum Ligakonkurrenten Göztepe Izmir. Hier zählte er mit 20 Ligatoren zu den erfolgreichsten Stürmern der Zweitligasaison und hatte erheblichen Anteil daran, dass sein Team über den Play-off-Sieg der 2. Lig nach 19-jähriger Abstinenz wieder in die 1. Lig aufstieg. Nach dem Aufstieg wurde er vom neuen Trainer Jozef Jarabinský nicht eingesetzt und saß bis zur Winterpause auf der Ersatzbank. Für die Rückrunde der Spielzeit wurde er dann an den Zweitligisten Diyarbakırspor ausgeliehen. Obwohl er hier nur die Rückrunde aktiv war, erzielte er in 19 Ligaspielen elf Tore und hatte großen Anteil am Play-off-Finaleinzug seines Teams. Durch eine 0:2-Niederlage gegen Çaykur Rizespor verpasste man den Aufstieg in die 1. Lig. Für die neue Saison wechselte Çelik gegen eine Ablöse zu Diyarbakırspor. In seiner zweiten Spielzeit für Diyarbakırspor erzielte er mit seinem Team die Vizemeisterschaft der 2. Lig und stieg in die höchste türkische Spielklasse auf, die ihren Namen zum Sommer 2001 von 1. Lig auf Süper Lig geändert hatte. Çelik war mit seinen 18 Ligatoren als erfolgreichster Torschütze maßgeblich an diesem Erfolg beteiligt.
Nach dem Aufstieg mit Diyarbakırspor in die Süper Lig blieb Çelik im Kader, kam aber bis zur Winterpause zu keinem Spieleinsatz. So verließ er zum Frühjahr 2002 diesen Verein und wechselte zum Drittligisten Karşıyaka SK an. Hier etablierte er sich auf Anhieb als Stammspieler und Leistungsträger. Mit seinem Team erreichte er das Play-off-Finale der TFF 2. Lig und verpasste durch die 1:2-Finalniederlage gegen Adana Demirspor den Aufstieg in die TFF 1. Lig erst in letzter Instanz. Die nächste Saison stieg er mit seiner Mannschaft als Meister der TFF 2. Lig in die TFF 1. Lig auf. Im Anschluss an diesen Erfolg spielte er eine Saison in der 2. Liga für Karşıyaka und beendete anschließend seine aktive Fußballspielerlaufbahn.

### Nationalmannschaft
Durch seine überzeugenden Leistungen bei Gaziantepspor fiel er 1995 dem türkischen Nationaltrainer Fatih Terim auf und wurde von diesem das erste Mal im Oktober 1993 in den Kader der türkischen Nationalmannschaft nominiert. Bei dem WM-1994-Qualifikationsspiel gegen die polnische Nationalmannschaft vom 27. Oktober 1993 saß er auf der Ersatzbank. Einen Monat später erhielt er im Rahmen eines WM-1994-Qualifikationsspiels gegen die norwegische Nationalmannschaft erneut eine Nominierung, saß aber auch bei dieser Partie auf der Ersatzbank. Sein Länderspieldebüt gab er erst im April 1995, während eines Freundschaftsspiels gegen die russische Nationalmannschaft. Nach dieser Partie wurde er nicht mehr für die Nationalmannschaft berücksichtigt.

## Trainerkarriere
Gleich im Anschluss an das Ende seiner Spielerlaufbahn begann Hasan Çelik seine Trainerkarriere. Als erste Tätigkeit übernahm er im Sommer 2004 bei Izmirspor den Co-Trainer-Posten und betreute nach einer Saison diese Mannschaft als Cheftrainer. Die nachfolgenden Jahre arbeitete er überwiegend als Cheftrainer und betreute überwiegend Vereine der TFF 2. Lig, TFF 3. Lig und der regionalen Amateurligen.

## Erfolge

### Als Spieler
- Mit Karabükspor
  - Meisterschaft der TFF 1. Lig: 1996/97
  - Aufstieg in die Süper Lig: 1996/97

- Mit Göztepe Izmir
  - Play-off-Sieger der TFF 1. Lig: 1998/99
  - Aufstieg in die Süper Lig: 1998/99

- Mit Diyarbakırspor
  - Vizemeisterschaft der TFF 1. Lig: 2000/01
  - Aufstieg in die Süper Lig: 2000/01

- Mit Karşıyaka SK
  - Meisterschaft der TFF 2. Lig: 2002/03
  - Aufstieg in die TFF 1. Lig: 2002/03

- Persönlich
  - Torschützenkönig der TFF 1. Lig: 1997/98